# Двопарусниця
Двопарусниця (Dichelyma) — рід мохів родини .
Види цього роду зустрічаються в Євразії та Північній Америці.
Види:
- Dichelyma brevinerve Kindb.
- Dichelyma capillaceum Myrin, 1833